# Иво Иванов (бизнесмен)
Вижте пояснителната страница за други личности с името Иво Иванов.
Иво Димитров Иванов е български бизнесмен.

## Биография
Роден е на 30 юли 1966 г. в Перник. Заедно с Димитър Борисов са собственици на групировката Титан Интернешинъл Холдинг. Има участие в над 10 фирми, занимаващи се със строителство и сделки с недвижими имоти, събиране и извозване на битови отпадъци и др.